# Christophe Ramaux
 (février 2025).
- Si vous ne connaissez pas le sujet, laissez ce bandeau (vous pouvez alors contacter les auteurs).
- Si vous supprimez le contenu mis en cause (vous pouvez préalablement contacter les auteurs),

argumentez précisément cette suppression dans la page de discussion
(un manque de référence n'est pas un argument ; une recherche réelle de référence doit avoir été effectuée, être formellement documentée).
Christophe Ramaux est un économiste français, maître de conférences à l'Université Paris I, chercheur au Centre d'économie de la Sorbonne. Ses recherches portent sur l'État social, la protection sociale, la politique économique, l'emploi et la précarité. Il est membre du collectif d'animation des « Économistes atterrés ». 

## Biographie

### Jeunesse et études
Christophe Ramaux étudie l'économie à l'université Paris I Panthéon-Sorbonne. En 1996, il soutient sa thèse de doctorat en économie sur « Marché et institutions en économie ».

### Parcours professionnel
Il est recruté en 1996 comme maître de conférences à l'université Paris I Panthéon-Sorbonne.

## Travaux de recherche
Ses recherches initiales portent sur l’économie du travail : emploi, chômage et précarité. Il porte un regard très critique à l’encontre de la flexicurité (voir son ouvrage « Emploi : éloge de la stabilité » paru en 2006). À partir des années 2000, il oriente ses recherches sur l’État social (dit aussi État-providence) et a publié un  livre sur le sujet en 2012 (L'État social. Pour sortir du chaos néolibéral).
L’État social, soutient-il, ne doit pas être réduit à la seule protection sociale. Il comporte quatre piliers : la protection sociale, la régulation des rapports de travail (le droit du travail notamment), les services publics et les politiques économiques (des revenus, budgétaire, monétaire, industrielle, commerciale, etc.) de soutien à l’activité et à l’emploi. Retenir cette définition permet, selon lui, de saisir la portée révolutionnaire de l'État social : nous ne vivons pas dans des économies de marché, soutient-il, mais dans des économies mixtes avec du marché mais aussi de l’intervention publique. Nos économies ne sont pas mono-capitalistes : des sphères entières d’activité (protection sociale, services publics, etc.) échappent au capital. L’État social, avec ces quatre piliers, existe dans tous les pays du monde, y compris dans les pays dits « libéraux » : avec, par exemple, le National Health Service (NHS) au Royaume-Uni, l’école publique et la retraite publique (Social Security) aux États-Unis, les politiques économiques de relance régulièrement mises en œuvre dans ces pays depuis les années 1980. L’État social est donc universel, même si l’importance de chacun de ses piliers et leur forme institutionnelle sont très variables selon les pays. L’État social demeure d’actualité, soutient-il, et cela au moins pour deux raisons. En premier lieu, il est toujours là : le néolibéralisme a déstabilisé l’État social plus ou moins fortement selon les piliers et les pays, mais il n’est pas parvenu à le mettre à bas. En moyenne dans les pays de l’OCDE, la part des dépenses publiques (dans le PIB) est ainsi plus élevée qu’à la fin des années 1970. Et cette dépense publique est efficace, soutient-il, à la fois pour la justice sociale mais aussi pour la croissance économique, la dépense publique étant notamment constituée de prestations sociales qui sont immédiatement reversées aux ménages, ce qui soutient leur consommation auprès du privé. En second lieu, la crise du modèle néolibéral, en particulier depuis 2008, réhabilite l’État social. 
L’auteur consacre une part importante de ses recherches à montrer l’actualité et l’efficacité de l’État social, y compris pour faire face aux nouveaux défis écologiques, lesquels, soutient-il, supposent d'importants investissements publics. Dans une perspective plus théorique, il pointe un paradoxe : alors que l’État social est notre véritable révolution, nous ne disposons pas de sa théorie. Des linéaments existent certes, en particulier du côté de la théorie keynésienne, mais pas à proprement parler de théorie. Cela explique, selon lui, pourquoi le néolibéralisme, malgré sa crise profonde, parvient à tenir : nous ne sommes pas encore parvenus à théoriser l’alternative à lui opposer, celle de l’État social. Dans son ouvrage sur L’État social, paru en 2012, l’auteur cherche à expliquer les racines de ce paradoxe et esquisse des pistes de réponses pour penser l’État social. 
L'ouvrage publié en 2022, Pour une économie républicaine. Une alternative au néolibéralisme, invite à rapprocher les deux continents de la politique et de l'économie, ce qui est rarement fait, le terme même d'économie républicaine n'étant jusqu'à présent quasiment pas utilisé (si ce n'est pas des historiens pour rendre compte de l'économie sous la Révolution française ou la 3ème République). La crise du Covid et, avant elle, celle des gilets jaunes et la crise financière de 2008 ont à chaque fois posé la question de la refondation de l’économie, mais il manque une boussole pour œuvrer en ce sens indique l'auteur. Afin de dessiner cette alternative, l'économie républicaine invite à un tournant doctrinal, en reliant les deux sphères du politique et de l’économie. L’économie républicaine n’est pas une utopie est-il indiqué : nos économies sont d’ores et déjà mixtes, mais nous ne l’assumons pas pleinement, nous saisissons mal à quel point l’État social est indispensable pour assumer des missions d’intérêt général, soutenir le revenu des ménages et réduire les inégalités.
L'auteur est l'un des animateurs des Économistes atterrés. Il a contribué à de nombreux ouvrages de ce collectif : Le Nouveau Manifeste des Économistes atterrés publié en 2015 ; Changer d'Économie (le chapitre intitulé « Éloge de la dépense publique »), Changer l'Europe (le chapitre intitulé « Réhabiliter les États sociaux nationaux pour construire une Europe enfin sociale »).

## Prises de position

### Syndicalisme
Au niveau syndical, il a été l’un des membres fondateurs de la Coordination permanente lycéenne, syndicat lycéen créé en 1979. Il a ensuite été membre du Bureau national de l’UNEF au milieu des années 1980. 

### Engagement associatif
Au niveau associatif, il a été l’un des initiateurs de l’Appel pour sortir de la pensée unique lancé par des économistes hétérodoxes en 1996. Il a été membre du Conseil scientifique d’Attac jusqu'en janvier 2015, tout en critiquant le tournant mondialiste (« altermondialiste ») de cette association. Il est membre du collectif d’animation des Économistes atterrés depuis son lancement en 2011. 

### Prises de position politiques
Au niveau politique, il a d’abord été trotskyste : au Comités Communistes pour l’Autogestion (de 1978 à 1983) puis à la Ligue Communiste Révolutionnaire (de 1983 à 1993). En 1995 et 1996, il rejoint le Mouvement républicain et citoyen qu’il quitte finalement, refusant les ambiguïtés de ce parti sur le clivage droite / gauche. En 2009, il a rejoint, dès sa fondation, le Parti de gauche et a co-animé sa commission économique. En 2009, il a contribué au lancement de l’Appel (« Pour sortir du dirigisme néolibéral ») d’économistes en faveur du Front de gauche aux élections européennes. En 2011, il a quitté ce parti. Dans sa lettre de démission, il a expliqué que ce parti avait les qualités requises pour construire une alternative : à la fois socialiste, républicain, écologiste et féministe. Il lui manquait cependant un volet : l’engagement contre les dérives bureaucratiques, point pourtant essentiel, selon lui, compte tenu du fait que la gauche a toujours buté sur ce registre (stalinisme, bureaucratisation des partis sociaux-démocrates…). Il n’y a pas de réponse simple à cette question de la bureaucratisation soutient-il : le pouvoir n’est pas un mal en soi (il signifie prendre des responsabilités) et il est nécessaire au fonctionnement de structure collective (association, parti, syndicat, entreprise, collectivités locales, État…). Reste néanmoins à penser et à mettre en œuvre des moyens pour éviter les dérives du pouvoir. Or, soutient-il, ces préoccupations sont largement absentes des réflexions du Parti de Gauche et de sa pratique, d’où son fonctionnement peu démocratique (crainte des débats, présidentialisation, statut accordant moins de droit aux minorités que ceux du Parti socialiste, etc.).
À la suite de l'attentat contre Charlie Hebdo en janvier 2015, il a publié une tribune dans Le Monde intitulée « La gauche radicale a eu tort d’attaquer la prétendue islamophobie de Charlie », laquelle a suscité des controverses,,, puis une autre tribune en réponse intitulée « Prolonger l'esprit du 11 janvier du politique à l'économie ». En désaccord avec l'orientation d'Attac sur le sujet, il a démissionné de son Conseil scientifique.

### Prises de position économiques
En 2016, il a été l'un des initiateurs de l'Appel "Pour sortir de l'impasse économique" signé initialement par 80 économistes, dont Michel Aglietta et Henri Sterdyniak. Cet appel finalement signé par 138 économistes propose « un plan de relance de 40 milliards d'euros par an, un nouveau pacte productif et une remise à plat de la construction européenne et de l'euro ». Il a donné lieu à un ouvrage collectif ("Pour sortir de l'impasse", Les Liens qui Libèrent) paru en novembre 2016.

## Livres
- 1999, Le bel avenir du contrat de travail (coord. avec Thomas Coutrot) , Appel des économistes pour sortir de la pensée unique, Syros
- 2001, Un social-libéralisme à la française ? Regards critiques sur la politique économique et sociale de L. Jospin (ouvrage collectif), Fondation Copernic, La Découverte.
- 2006, Emploi : éloge de la stabilité. L'État social contre la flexicurité, Fayard - Mille et une nuits, mai, 320 p.
- 2012, L'État social. Pour sortir du chaos néolibéral, Fayard - Mille et une nuits, mars, 472 p. Table des matières
- 2022, Pour une économie républicaine, De Boeck, 336 p.